# Vytautas Briedis
Viytautas Briedis est un rameur soviétique né le 27 août 1940 et mort le 22 septembre 2019.

## Biographie
En 1968 à Mexico, il est médaillé de bronze olympique en huit. 

## Palmarès
- Jeux olympiques d'été de 1968 à Mexico
  -  Médaille de bronze en huit

- Championnats du monde d'aviron 1962 à Lucerne
  -  Médaille d'argent en huit

- Championnats d'Europe d'aviron 1963 (Copenhague)
  -  Médaille d'argent en huit
- Championnats d'Europe d'aviron 1964 à Amsterdam
  -  Médaille d'argent en huit